# Damián Alcázar
 (avril 2024).
Si vous disposez d'ouvrages ou d'articles de référence ou si vous connaissez des sites web de qualité traitant du thème abordé ici, merci de compléter l'article en donnant les références utiles à sa vérifiabilité et en les liant à la section « Notes et références ».
Jorge Damián Alcázar Castello plus connu sous le nom Damián Alcázar, est un homme politique et acteur mexicain né le 8 janvier 1953 à Jiquilpan dans le Michoacan, au Mexique. Il a joué dans les films Le Crime du père Amaro, Un monde merveilleux, La loi d'Hérode, El Narco, Satan, Borderland, Le monde de Narnia: le prince Caspian et dans la série Le Dandy. Il est l'acteur mexicain ayant gagné le plus de Prix Ariel au cours de sa carrière.

## Carrière

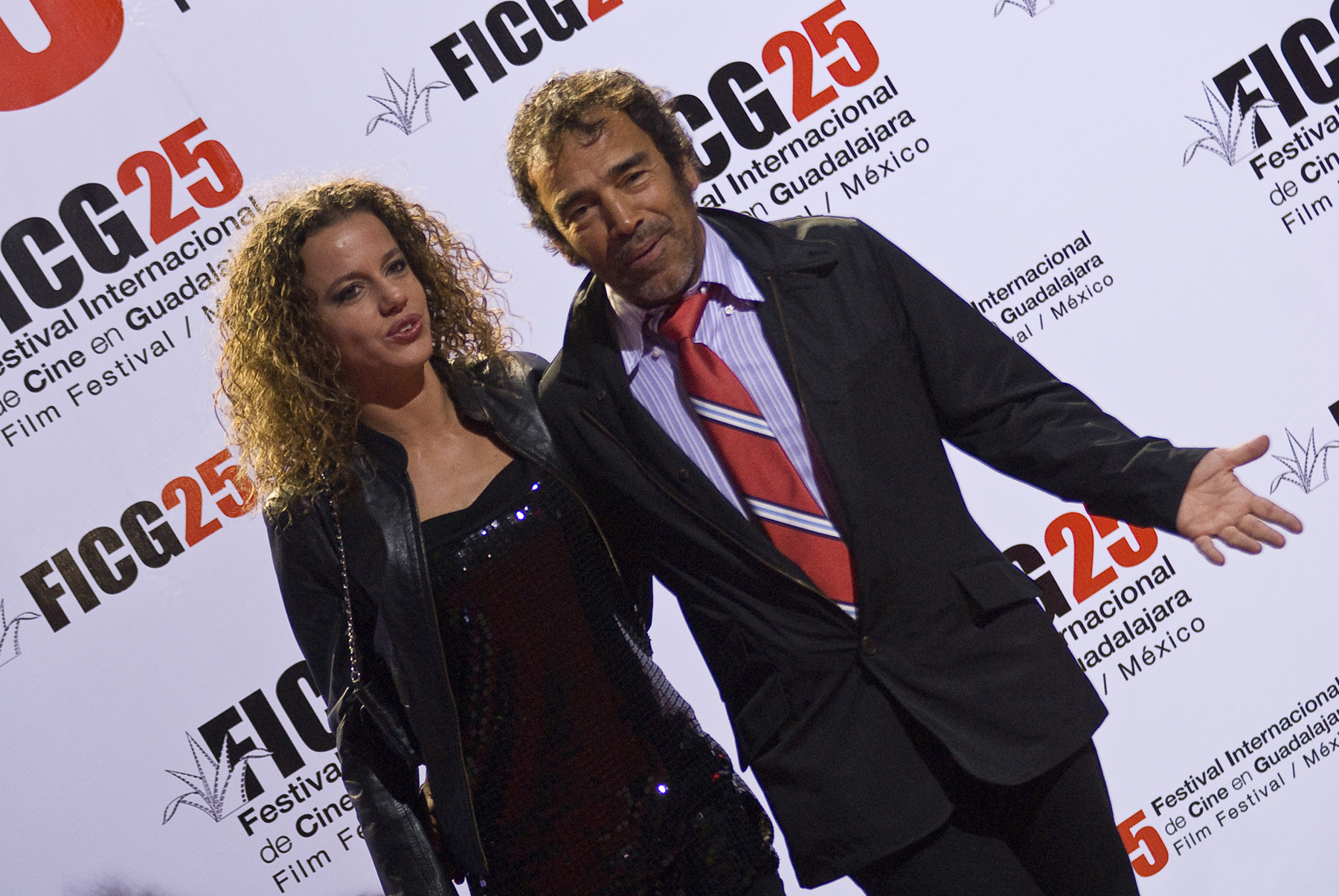
Damián Alcázar à la 25e édition du Festival International du Cinéma de Guadalajara, le 19 mars 2010.

Damián Alcázar a d'abord étudié le métier d'acteur à l'Institut National des Beaux-Arts de Mexico, et dans le Centre d'Expérimentation Théâtrale, et a après continué dans la Faculté de Théâtre de l'Université de Veracruz, où il enseignera quelques années plus tard.
Il a travaillé comme acteur pendant huit ans dans deux compagnies théâtrales, au côté des plus prestigieux metteurs en scène du Mexique. Sous la direction de l'invité George Labaudan, il a joué dans Le Balcon de Jean Genet.
Il est apparu dans six films étrangers et dans plus de vingt-huit films mexicains. Il reçut le prix Ariel du meilleur acteur en 1999 et en 2004, par les rubans Basse-Californie : La limite du temps, de Carlos Bolado, et en des Investigations, de Sebastián Cordero. Il a gagné aussi le prix du meilleur acteur au Festival de Valladolid (en Espagne), pour ce dernier.
Il a reçu l'Ariel du Meilleur Acteur de Distribution paou L'hameçon, d'Ernesto Rimoch; pour Lolo, de Francisco Athié, et par le succès de Carlos Carrera, Le Crime du père Amaro. Il a été nommé pour recevoir cette même prix dans d'autres quatre occasions.
Il a obtenu le prix du meilleur acteur au Festival de Carthagène (en Colombie) pour le film Deux crimes, de Roberto Sneider.
En avril 2013, il a reçu le Prix d'Honneur du Festival du film latino-américain de Lleida avec José Coronado.
En 2016, il a été nommé aux Prix Platine pour son rôle dans le film péruvien Magellanes, et en 2017 pour La Delgada L.nea Amarilla.
En juillet 2018, il a reçu un hommage à Guanajuato, où il a reçu la Croix d'Argent, durant le Festival International du Cinéma Guanajuato (GIFF), et a à son tour été honoré avec la Médaille d'Argent de la Cinémathèque de la UNAM.
Par ailleurs, en 2019, il participe en donnant sa voix de narrateur au podcast Fausto, réalisé par Spotify au Mexique. La série contient huit chapitres et reconstitue l'histoire vraie du crime d'une famille en décembre de 1991, arrivé dans la commune de Ecatepec, dans l'état de Mexico.
Le 3 novembre 2022 commence la réalisation du film ¡Que Viva México!, où il joue le rôle principal aux côtés de l'acteur Joaquín Cosio, et qui sera réalisé par Luis Estrada, avec qui il a collaboré dans les films La Dictature parfaite, El Narco, et La Loi d'Hérode.
Le 27 octobre 2022, l'acteur reçoit un hommage au FICM avec son fauteuil comme symbole de sa célèbre carrière dans le cinéma national aussi bien qu'international.

Hommage à Damián Alcazar au FICM 2022
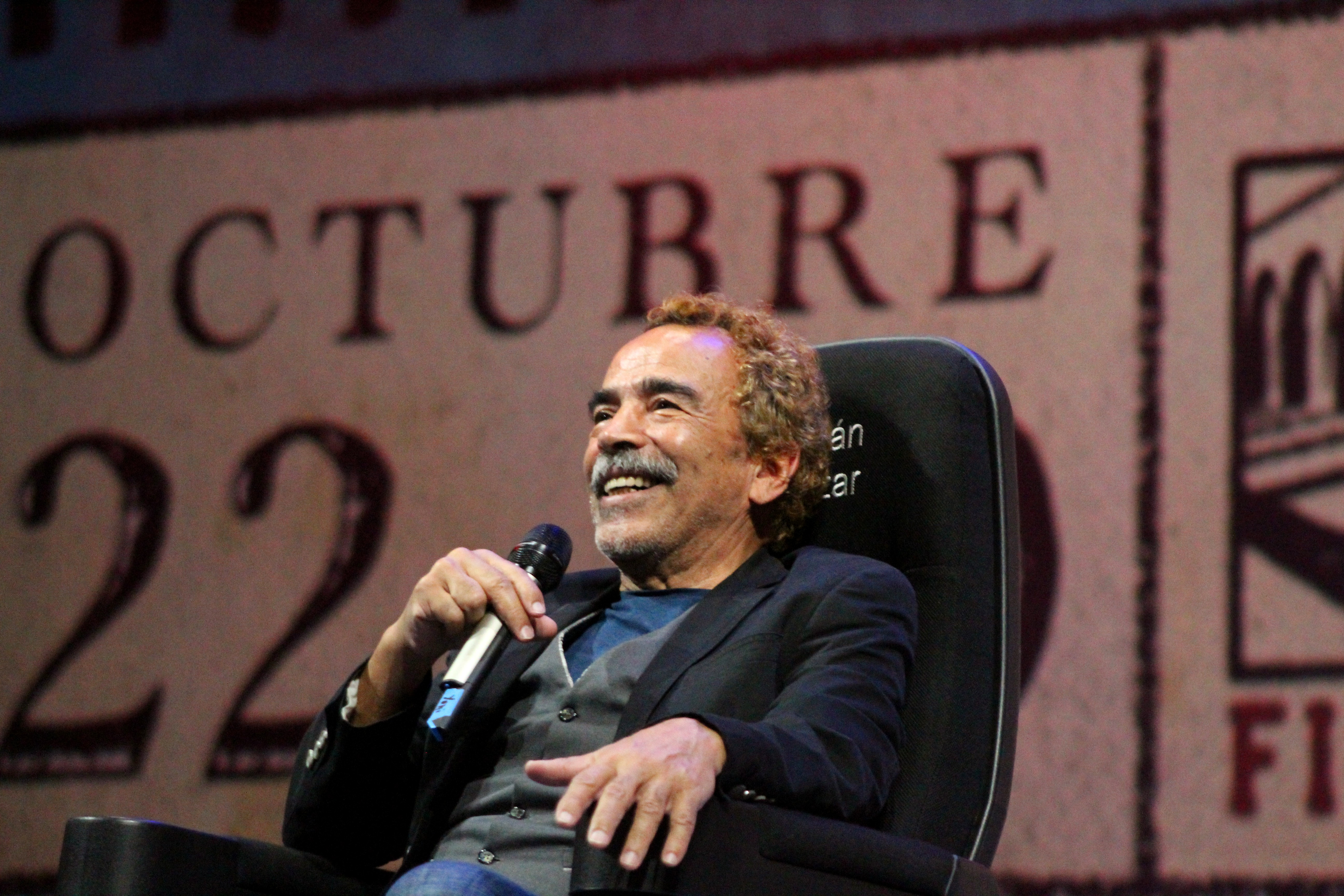
Hommage au FICM 2022
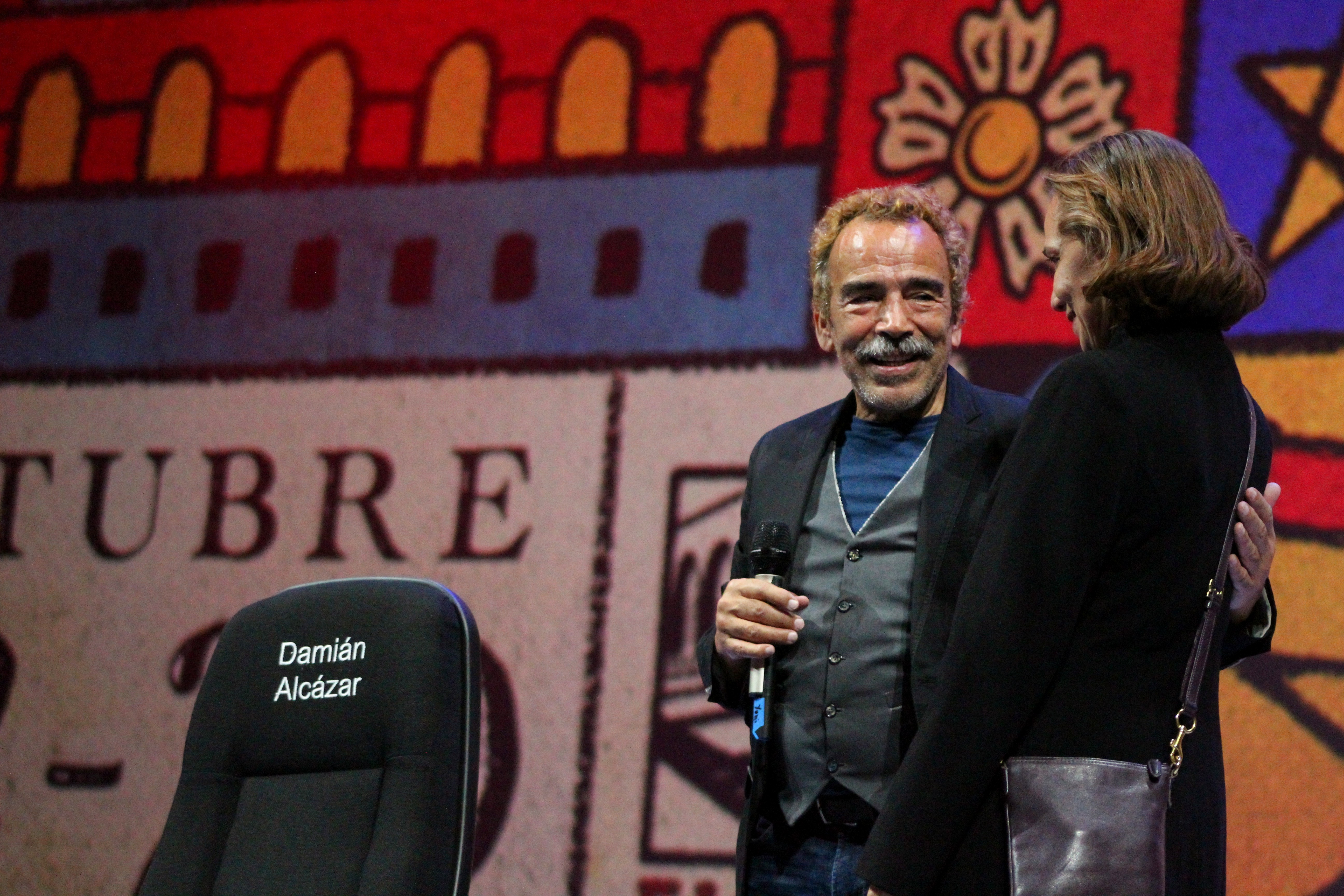
Hommage au FICM 2022
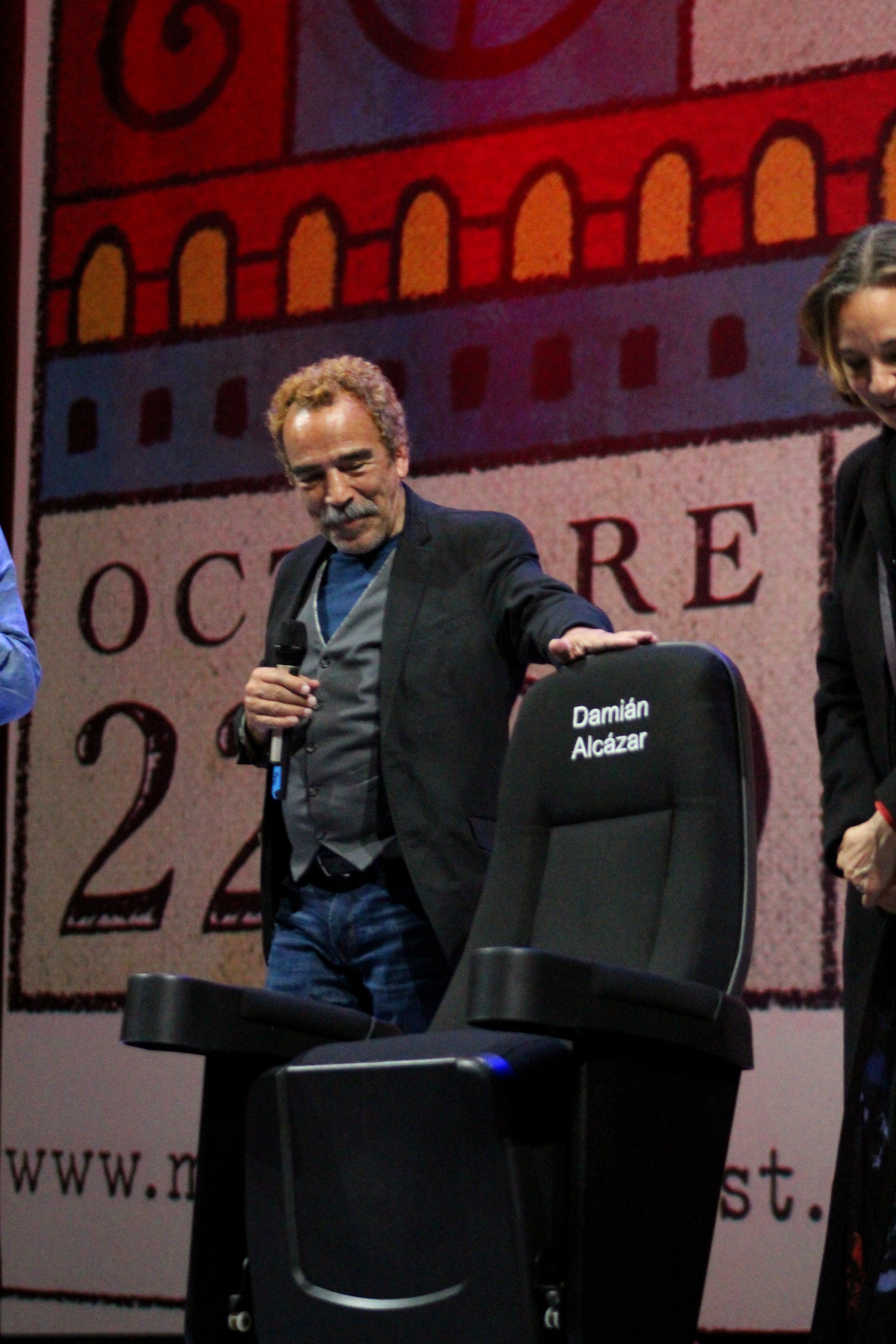
Hommage en FICM 2022

## Filmographie

### Cinéma
| Année | Titre                                   | Personnage                                     | Prix reçu.s |
| ----- | --------------------------------------- | ---------------------------------------------- | --- |
| 1985  | El centro del laberinto                 |                                                | |
| 1987  | Pasa en las mejores familias            |                                                | |
| 1989  | Romero                                  | Campesino                                      | |
| 1989  | La ciudad al desnudo                    | La Suavecita                                   | |
| 1990  | Las buenas costumbres                   |                                                | |
| 1991  | La leyenda de una máscara               | Olmo Robles                                    | |
| 1991  | Bandidos                                | Le Mexicain                                    | |
| 1991  | La mujer del puerto                     | Marro                                          | |
| 1991  | El patrullero                           | Suspect n°1                                    | |
| 1991  | Diplomatic Immunity                     | Laveurr de piscine / Tueur à gage (no reconnu) | |
| 1993  | Abuelita de Bakman                      | Escrivain                                      | |
| 1993  | Lolo                                    | Marcelino                                      | Ariel du meilleur second rôle masculin |
| 1994  | Ámbar                                   | Preso cárcel 1                                 | |
| 1995  | Dos crímenes                            | Marcos González                                | Nommé—Ariel du meilleur actuer |
| 1995  | Algunas nubes                           | L Rat                                          | |
| 1995  | En el aire                              | Cmdr. Paco                                     | |
| 1996  | Tres minutos en la oscuridad            |                                                | |
| 1996  | El anzuelo                              | Humberto                                       | Ariel du meilleur second rôle masculin |
| 1996  | Katuwira                                | Caronte                                        | |
| 1996  | Overkill                                | José                                           | |
| 1997  | Men with Guns                           | Padre Portillo                                 | |
| 1998  | Bajo California: El límite del tiempo   | Damián                                         | Ariel du meilleur actuer |
| 1999  | Ave María                               | Cuña                                           | |
| 1999  | La loi d'Hérode                         | Juan Vargas                                    | Ariel du meilleur acteur Prix du meilleur acteur au Festival International du Cinéma de Valladolid |
| 1999  | Sofía                                   | Pedro                                          | |
| 2000  | Sexo por compasión                      | Hombre virgen                                  | |
| 2000  | Crónica de un desayuno                  | Taxista                                        | |
| 2001  | Pachito Rex - Me voy pero no del todo   |                                                | Nommé—Ariel du meilleur acteur à l'écran |
| 2001  | La habitación azul                      | Garduño                                        | Nommé—Ariel du meilleur acteur à l'écran |
| 2002  | Le crime du père Amaro                  | Père Natalio Pérez                             | Ariel du meilleur second rôle masculin Prix Mayahuel du meilleur acteur |
| 2004  | Investigations                          | Vinicio Cepeda                                 | Ariel du meilleur acteur India Catalina d'Or du meilleur acteur Prix Mayahuel du meilleur acteur Prix du meilleur acteur du Festival du cinéma de Lima Prix du meilleur acteur du Festival internacional du cinéma de Miami Prix Horizonte |
| 2004  | Héctor                                  | Martín                                         | |
| 2005  | Borderland: Al otro lado de la frontera | Ulises                                         | |
| 2005  | Sólo Dios sabe                          | Presagio                                       | |
| 2005  | Las vueltas del citrillo                | Sargento Collazo                               | Ariel du meilleur acteur |
| 2005  | Un mundo maravilloso                    | Juan Pérez                                     | Diosa d'Argent du meilleur acteur |
| 2006  | El camino del diablo                    | Reymundo Barreda Sr.                           | |
| 2006  | Fuera del cielo                         | Javier Patrón                                  | |
| 2007  | Satanás                                 | Eliseo                                         | |
| 2007  | ¡Pega Martín pega!                      |                                                | |
| 2008  | El viaje de Teo                         | Wenceslao                                      | |
| 2008  | Le Monde de Narnia: le prince Caspian   | Lord Sopespian                                 | |
| 2009  | Marea de arena                          |                                                | |
| 2009  | Bala Mordida                            | Comandante                                     | |
| 2009  | Don't Let Me Drown                      | Ramón                                          | |
| 2009  | Del amor y otros demonios               | Abrenuncio                                     | |
| 2009  | Corto libre                             |                                                | |
| 2010  | De la infancia                          | Basilio Niebla                                 | |
| 2010  | Chicogrande                             | Chicogrande                                    | |
| 2010  | García                                  | García                                         | |
| 2010  | El Narco                                | Benjamín García "Benny"                        | Ariel du meilleur acteur Diosa d'Argent du meilleur acteur Premios ACE al mejor actor |
| 2010  | El último comandante                    | Paco Jarquín                                   | Premio de Cine Ceará al mejor actor |
| 2012  | Fecha de caducidad                      | Genaro                                         | |
| 2012  | Hermano lejano                          | Psicólogo                                      | |
| 2013  | Ciudadano Buelna                        | Lucio Blanco                                   | |
| 2013  | Olvidados                               | José Mendieta                                  | |
| 2013  | Date limite                             | Genaro                                         | |
| 2014  | Magallanes                              | Harvey Magallanes                              | Prix Macondo du meilleur premier rôle |
| 2014  | La dictature parfaite                   | Gouverneur Carmelo Vargas                      | |
| 2014  | Eddie Reynolds y Los Ángeles de Acero   | Lalo / Eddie                                   | Nommé-Ariel du meilleur acteur |
| 2015  | La delgada línea amarilla               | Toño                                           | Nommé-Ariel du meilleur acteur |
| 2015  | Mangoré, por amor al arte               | Agustín Barrios                                | |
| 2015  | La sargento Matacho                     | Feliciano Pachón                               | |
| 2016  | El Hotel                                | Papá de Citlalli                               | |
| 2017  | Ana y Bruno                             | Ricardo                                        | |
| 2018  | Rubirosa                                | Rafael Leonidas Trujillo                       | |
| 2019  | El complot mongol                       | Filiberto García                               | |
| 2019  | Miss Bala                               | Chief Saucedo                                  | |
| 2019  | Mosh                                    | Jose La Iguana                                 | |
| 2021  | Le Roi du monde                         | Don Anselmo                                    | |
| 2022  | El proyecto cultural del neoliberalismo | Narración (voz off)                            | |
| 2022  | El Poderoso Victoria                    | Don Federico                                   | |
| 2023  | ¡Que viva México!                       | Rosendo                                        | |
| 2023  | Blue Beetle                             | Alberto Reyes                                  | |

### Télévision (pas fini)
| Año       | Título                                                | Personaje                        | Notas                                                                                            |
| --------- | ----------------------------------------------------- | -------------------------------- | ------------------------------------------------------------------------------------------------ |
| 1986      | Le chemin secret                                      | José Luis                        |                                                                                                  |
| 1990      | Mi pequeña Soledad                                    | Florentino                       |                                                                                                  |
| 1991      | Yo no creo en los hombres                             | Juan                             | 1 épisode                                                                                        |
| 1992      | Saturday Night Thief                                  | Hugo                             | Court métrage                                                                                    |
| 1993      | Nurses on the Line: The Crash of Flight 7             | Machine Gun                      |                                                                                                  |
| 1994      | Fantasma unido jamás será vencido                     |                                  | Court métrage                                                                                    |
| 1994      | Entre vivos y muertos                                 |                                  |                                                                                                  |
| 1995      | Con toda el alma                                      |                                  |                                                                                                  |
| 1998      | Demasiado corazón                                     |                                  |                                                                                                  |
| 1999      | Cuentos para solitarios                               | Ramón                            | Episode : "La mala hora de Ramón"                                                                |
| 2000      | Todo por amor                                         | Don Mariano                      | 260 épisodes                                                                                     |
| 2003      | And Starring Pancho Villa as Himself                  | Gen. Rodolfo Fierro              | Film                                                                                             |
| 2003      | El alma herida                                        | Frank López                      | 1 épisode                                                                                        |
| 2009      | Kdabra                                                | René                             | tous les épisodes                                                                                |
| 2010      | Las Aparicio                                          | Hernán Almada                    | Episode 1                                                                                        |
| 2011      | El encanto del águila                                 | Plutarco Elías Calles            | Episodes: "El último Caudillo", "La imposición del Caudillo", "De la Constitución a la Rebelión" |
| 2012      | Lynch                                                 | Eduardo Zúñiga                   | Episodes: "La causa" et "Llorando sobre la leche derramada"                                      |
| 2012      | Capadocia                                             | Alberto Gómez                    |                                                                                                  |
| 2013      | Metástasis                                            | Tuco Salamanca                   |                                                                                                  |
| 2013      | Documental: África, como nunca antes había sido vista | Narrateur                        |                                                                                                  |
| 2014      | Señora Acero                                          | Vicente Acero                    | 15 épisodes                                                                                      |
| 2015      | El Dandy                                              | Juan Antonio Ramírez 'El Chueco' | 70 épisodes                                                                                      |
| 2015      | The Substance of Evil                                 | Padre Macario                    | 13 épisodes                                                                                      |
| 2015      | Hypno                                                 | Hipólito / Tancredo              | 13 épisodes                                                                                      |
| 2016      | 2091                                                  | Sr. Hull                         |                                                                                                  |
| 2017      | Narcos                                                | Gilberto Rodríguez Orejuela      |                                                                                                  |
| 2017      | Rosas y espinas                                       | Diego Díaz                       |                                                                                                  |
| 2017-2018 | Sin senos si hay paraíso                              | Don Chalo                        |                                                                                                  |
| 2018      | José José: el príncipe de la canción                  | José Sosa                        |                                                                                                  |
| 2018      | Rubirosa                                              | Rafael Leonidas Trujillo         |                                                                                                  |
| 2019      | Tijuana                                               | Antonio Borja                    |                                                                                                  |
| 2019      | Preso No. 1                                           | Salvador Fraga                   |                                                                                                  |
| 2021      | Asesino del olvido                                    | Pascual León                     | 10 épisodes                                                                                      |
| 2022      | No fue mi culpa (Mexico)                              | Pedro                            |                                                                                                  |
| 2023      | Manes                                                 | Mr. Miranda                      |                                                                                                  |

### Courts métrages
- 1985 - Le centre du labyrinthe
- 1986 - Débutants
- 1987 - Lettre d'un neveu
- 1991 - Un ciel cruel et une terre colorée
- 1991 - Ombre d'ange
- 1992 - Rendez-vous dans le paradis ... (Pablo)
- 1996 - Jaque de famille
- 1996 - La sonnette
- 1997 - Traces
- 1997 - Le banquet
- 2003 - Cruz
- 2003 - Ana
- 2003 - Personne il rentre par troisième fois ... (Narrateur)
- 2004 - La cachée ... (Homme Politique)
- 2004 - The Table Is Manche
- 2006 - Ici il n'y a pas personne ... (Ignacio)
- 2006 - Traduction simultanée
- 2007 - Signaux particuliers ... (Genaro)
- 2008 - Plante basse ... (Sergio)
- 2010 - Plaie ... (Fils)
- 2010 - Les deux Pérez
- 2014 - Prélude

### Doublage
- Lord Sopespian (lui-même), dans Le monde de Narnia: le prince Caspian
- Sirius Black (Gary Oldman), dans Harry Potter et le prisonnier d'Azkaban.
- Gamma, En Up: une aventure d'hauteur